# Lijst van afleveringen van The Virginian
Dit is een lijst met afleveringen van de Amerikaanse televisieserie The Virginian. De serie telt 9 seizoenen. Een overzicht van alle afleveringen is hieronder te vinden.

## Seizoen 1
| Nr. | Titel aflevering         | Uitzenddatum VS   |
| --- | ------------------------ | ----------------- |
| 1   | The Executioners         | 19 september 1962 |
| 2   | Woman from White Wing    | 26 september 1962 |
| 3   | Throw a Long Rope        | 3 oktober 1962    |
| 4   | The Big Deal             | 10 oktober 1962   |
| 5   | The Brazen Bell          | 17 oktober 1962   |
| 6   | Big Day, Great Day       | 24 oktober 1962   |
| 7   | Riff-Raff                | 7 november 1962   |
| 8   | Impasse                  | 14 november 1962  |
| 9   | It Tolls for Thee        | 21 november 1962  |
| 10  | West                     | 28 november 1962  |
| 11  | The Devil's Children     | 5 december 1962   |
| 12  | 50 Days to Moose Jaw     | 12 december 1962  |
| 13  | The Accomplice           | 19 december 1962  |
| 14  | The Man from the Sea     | 26 december 1962  |
| 15  | Duel at Shiloh           | 2 januari 1963    |
| 16  | The Exiles               | 9 januari 1963    |
| 17  | The Judgment             | 16 januari 1963   |
| 18  | Say Goodbye to All That  | 23 januari 1963   |
| 19  | The Man Who Wouldn't Die | 30 januari 1963   |
| 20  | If You Have Tears        | 13 februari 1963  |
| 21  | The Small Parade         | 20 februari 1963  |
| 22  | Vengeance Is the Spur    | 27 februari 1963  |
| 23  | The Money Cage           | 6 maart 1963      |
| 24  | The Golden Door          | 13 maart 1963     |
| 25  | A Distant Fury           | 20 maart 1963     |
| 26  | Echo of Another Day      | 27 maart 1963     |
| 27  | Strangers at Sundown     | 3 april 1963      |
| 28  | The Mountain of the Sun  | 17 april 1963     |
| 29  | Run Away Home            | 24 april 1963     |
| 30  | The Final Hour           | 1 mei 1963        |

## Seizoen 2
| Nr. | Titel aflevering                  | Uitzenddatum VS   |
| --- | --------------------------------- | ----------------- |
| 1   | Ride a Dark Trail                 | 18 september 1963 |
| 2   | To Make This Place Remember       | 25 september 1963 |
| 3   | No Tears for Savannah             | 2 oktober 1963    |
| 4   | A Killer in Town                  | 9 oktober 1963    |
| 5   | The Evil That Men Do              | 16 oktober 1963   |
| 6   | It Takes a Big Man                | 23 oktober 1963   |
| 7   | Brother Thaddeus                  | 30 oktober 1963   |
| 8   | A Portrait of Marie Valonne       | 6 november 1963   |
| 9   | Run Quiet                         | 13 november 1963  |
| 10  | Stopover in a Western Town        | 27 november 1963  |
| 11  | The Fatal Journey                 | 4 december 1963   |
| 12  | A Time Remembered                 | 11 december 1963  |
| 13  | Siege                             | 18 december 1963  |
| 14  | Man of Violence                   | 25 december 1963  |
| 15  | The Invaders                      | 1 januari 1964    |
| 16  | Roar from the Mountain            | 8 januari 1964    |
| 17  | The Fortunes of J. Jimerson Jones | 15 januari 1964   |
| 18  | The Thirty Days of Gavin Heath    | 22 januari 1964   |
| 19  | The Drifter                       | 29 januari 1964   |
| 20  | First to Thine Own Self           | 12 februari 1964  |
| 21  | A Matter of Destiny               | 19 februari 1964  |
| 22  | Smile of a Dragon                 | 26 februari 1964  |
| 23  | The Intruders                     | 4 maart 1964      |
| 24  | Walk in Another's Footsteps       | 11 maart 1964     |
| 25  | Rope of Lies                      | 25 maart 1964     |
| 26  | The Secret of Brynmar Hall        | 1 april 1964      |
| 27  | The Long Quest                    | 8 april 1964      |
| 28  | A Bride for Lars                  | 15 april 1964     |
| 29  | Dark Destiny                      | 29 april 1964     |
| 30  | A Man Called Kane                 | 6 mei 1964        |

## Seizoen 3
| Nr. | Titel aflevering            | Uitzenddatum VS   |
| --- | --------------------------- | ----------------- |
| 1   | Ryker                       | 16 september 1964 |
| 2   | The Dark Challenge          | 23 september 1964 |
| 3   | The Black Stallion          | 30 september 1964 |
| 4   | The Hero                    | 7 oktober 1964    |
| 5   | Felicity's Spring           | 14 oktober 1964   |
| 6   | The Brazos Kid              | 21 oktober 1964   |
| 7   | Big Image...Little Man      | 28 oktober 1964   |
| 8   | A Father for Toby           | 4 november 1964   |
| 9   | The Girl from Yesterday     | 11 november 1964  |
| 10  | Return a Stranger           | 18 november 1964  |
| 11  | All Nice and Legal          | 25 november 1964  |
| 12  | A Gallows for Sam Horn      | 2 december 1964   |
| 13  | Portrait of a Widow         | 9 december 1964   |
| 14  | The Payment                 | 16 december 1964  |
| 15  | A Man of the People         | 23 december 1964  |
| 16  | The Hour of the Tiger       | 30 december 1964  |
| 17  | Two Men Named Laredo        | 6 januari 1965    |
| 18  | Hideout                     | 13 januari 1965   |
| 19  | Six Graves at Cripple Creek | 27 januari 1965   |
| 20  | Lost Yesterday              | 3 februari 1965   |
| 21  | A Slight Case of Charity    | 10 februari 1965  |
| 22  | You Take the High Road      | 17 februari 1965  |
| 23  | Shadows of the Past         | 24 februari 1965  |
| 24  | Legend for a Lawman         | 3 maart 1965      |
| 25  | Timberland                  | 10 maart 1965     |
| 26  | Dangerous Road              | 17 maart 1965     |
| 27  | Farewell to Honesty         | 24 maart 1965     |
| 28  | Old Cowboy                  | 31 maart 1965     |
| 29  | The Showdown                | 14 april 1965     |
| 30  | We've Lost a Train          | 21 april 1965     |

## Seizoen 4
| Nr. | Titel aflevering                        | Uitzenddatum VS   |
| --- | --------------------------------------- | ----------------- |
| 1   | The Brothers                            | 15 september 1965 |
| 2   | Day of the Scorpion                     | 22 september 1965 |
| 3   | A Little Learning                       | 29 september 1965 |
| 4   | The Claim                               | 6 oktober 1965    |
| 5   | The Awakening                           | 13 oktober 1965   |
| 6   | Ring of Silence                         | 27 oktober 1965   |
| 7   | Jennifer                                | 3 november 1965   |
| 8   | Nobility of Kings                       | 10 november 1965  |
| 9   | Show Me a Hero                          | 17 november 1965  |
| 10  | Beyond the Border                       | 24 november 1965  |
| 11  | The Dream of Stavros Karas              | 1 december 1965   |
| 12  | The Laramie Road                        | 8 december 1965   |
| 13  | The Horse Fighter                       | 15 december 1965  |
| 14  | Letter of the Law                       | 22 december 1965  |
| 15  | Blaze of Glory                          | 29 december 1965  |
| 16  | Nobody Said Hello                       | 5 januari 1966    |
| 17  | Men with Guns                           | 12 januari 1966   |
| 18  | Long Ride to Wind River                 | 19 januari 1966   |
| 19  | Chaff in the Wind                       | 26 januari 1966   |
| 20  | The Inchworm's Got No Wings at All      | 2 februari 1966   |
| 21  | Morgan Starr                            | 9 februari 1966   |
| 22  | Harvest of Strangers                    | 16 februari 1966  |
| 23  | Ride a Cock-Horse to Laramie Cross      | 23 februari 1966  |
| 24  | One Spring Like Long Ago                | 2 maart 1966      |
| 25  | The Return of Golden Tom                | 9 maart 1966      |
| 26  | The Wolves Up Front, the Jackals Behind | 23 maart 1966     |
| 27  | That Saunders Woman                     | 30 maart 1966     |
| 28  | No Drums, No Trumpets                   | 6 april 1966      |
| 29  | A Bald-Faced Boy                        | 13 april 1966     |
| 30  | The Mark of a Man                       | 20 april 1966     |

## Seizoen 5
| Nr. | Titel aflevering                    | Uitzenddatum VS   |
| --- | ----------------------------------- | ----------------- |
| 1   | Legacy of Hate                      | 14 september 1966 |
| 2   | Ride to Delphi                      | 21 september 1966 |
| 3   | The Captive                         | 28 september 1966 |
| 4   | An Echo of Thunder                  | 5 oktober 1966    |
| 5   | Jacob Was a Plain Man               | 12 oktober 1966   |
| 6   | The Challenge                       | 19 oktober 1966   |
| 7   | The Outcast                         | 26 oktober 1966   |
| 8   | Trail to Ashley Mountain            | 2 november 1966   |
| 9   | Dead-Eye Dick                       | 9 november 1966   |
| 10  | High Stakes                         | 16 november 1966  |
| 11  | Beloved Outlaw                      | 23 november 1966  |
| 12  | Linda                               | 30 november 1966  |
| 13  | The Long Way Home                   | 14 december 1966  |
| 14  | Girl on the Glass Mountain          | 28 december 1966  |
| 15  | Vengeance Trail                     | 4 januari 1967    |
| 16  | Sue Ann                             | 11 januari 1967   |
| 17  | Yesterday's Timepiece               | 18 januari 1967   |
| 18  | Requiem for a Country Doctor        | 25 januari 1967   |
| 19  | The Modoc Kid                       | 1 februari 1967   |
| 20  | The Gauntlet                        | 8 februari 1967   |
| 21  | Without Mercy                       | 15 februari 1967  |
| 22  | Melanie                             | 22 februari 1967  |
| 23  | Doctor Pat                          | 1 maart 1967      |
| 24  | Nightmare at Fort Killman           | 8 maart 1967      |
| 25  | Bitter Harvest                      | 15 maart 1967     |
| 26  | A Welcoming Town                    | 22 maart 1967     |
| 27  | The Girl on the Pinto               | 29 maart 1967     |
| 28  | Lady of the House                   | 5 april 1967      |
| 29  | The Strange Quest of Claire Bingham | 12 april 1967     |

## Seizoen 6
| Nr. | Titel aflevering         | Uitzenddatum VS   |
| --- | ------------------------ | ----------------- |
| 1   | Reckoning                | 13 september 1967 |
| 2   | The Deadly Past          | 20 september 1967 |
| 3   | The Lady from Wichita    | 27 september 1967 |
| 4   | Star Crossed             | 4 oktober 1967    |
| 5   | Johnny Moon              | 11 oktober 1967   |
| 6   | The Masquerade           | 18 oktober 1967   |
| 7   | Ah Sing vs. Wyoming      | 25 oktober 1967   |
| 8   | Bitter Autumn            | 1 november 1967   |
| 9   | A Bad Place to Die       | 8 november 1967   |
| 10  | Paid in Full             | 22 november 1967  |
| 11  | To Bear Witness          | 29 november 1967  |
| 12  | The Barren Ground        | 6 december 1967   |
| 13  | Execution at Triste      | 13 december 1967  |
| 14  | A Small Taste of Justice | 20 december 1967  |
| 15  | The Fortress             | 27 december 1967  |
| 16  | The Death Wagon          | 3 januari 1968    |
| 17  | Jed                      | 10 januari 1968   |
| 18  | With Help from Ulysses   | 17 januari 1968   |
| 19  | The Gentle Tamers        | 24 januari 1968   |
| 20  | The Good-Hearted Badman  | 7 februari 1968   |
| 21  | The Hell Wind            | 14 februari 1968  |
| 22  | The Crooked Path         | 21 februari 1968  |
| 23  | Stacy                    | 28 februari 1968  |
| 24  | The Handy Man            | 6 maart 1968      |
| 25  | The Decision             | 13 maart 1968     |
| 26  | Seth                     | 20 maart 1968     |

## Seizoen 7
| Nr. | Titel aflevering                 | Uitzenddatum VS   |
| --- | -------------------------------- | ----------------- |
| 1   | The Saddle Warmer                | 18 september 1968 |
| 2   | Silver Image                     | 25 september 1968 |
| 3   | The Orchard                      | 2 oktober 1968    |
| 4   | Vision of Blindness              | 9 oktober 1968    |
| 5   | The Wind of Outrage              | 16 oktober 1968   |
| 6   | Image of an Outlaw               | 23 oktober 1968   |
| 7   | The Heritage                     | 30 oktober 1968   |
| 8   | Ride to Misadventure             | 6 november 1968   |
| 9   | The Storm Gate                   | 13 november 1968  |
| 10  | Dark Corridor                    | 27 november 1968  |
| 11  | The Mustangers                   | 4 december 1968   |
| 12  | Nora                             | 11 december 1968  |
| 13  | Big Tiny                         | 18 december 1968  |
| 14  | Stopover                         | 8 januari 1969    |
| 15  | Death Wait                       | 15 januari 1969   |
| 16  | Last Grave at Socorro Creek      | 22 januari 1969   |
| 17  | Crime Wave in Buffalo Springs    | 29 januari 1969   |
| 18  | The Price of Love                | 12 februari 1969  |
| 19  | The Ordeal                       | 19 februari 1969  |
| 20  | The Land Dreamer                 | 26 februari 1969  |
| 21  | Eileen                           | 5 maart 1969      |
| 22  | Incident at Diablo Crossing      | 12 maart 1969     |
| 24  | The Girl in the Shadows          | 26 maart 1969     |
| 25  | Fox, Hound and the Widow McCloud | 2 april 1969      |
| 26  | The Stranger                     | 9 april 1969      |

## Seizoen 8
| Nr. | Titel aflevering              | Uitzenddatum VS   |
| --- | ----------------------------- | ----------------- |
| 1   | The Long Ride Home            | 17 september 1969 |
| 2   | A Flash of Darkness           | 24 september 1969 |
| 3   | Halfway Back from Hell        | 1 oktober 1969    |
| 4   | The Power Seekers             | 8 oktober 1969    |
| 5   | Family Man                    | 15 oktober 1969   |
| 6   | The Runaway Boy               | 22 oktober 1969   |
| 7   | A Love to Remember            | 29 oktober 1969   |
| 8   | The Substitute                | 5 november 1969   |
| 9   | The Bugler                    | 19 november 1969  |
| 10  | Home to Methuselah            | 26 november 1969  |
| 11  | A Touch of Hands              | 3 december 1969   |
| 12  | Journey to Scathelock         | 10 december 1969  |
| 13  | A Woman of Stone              | 17 december 1969  |
| 14  | Black Jade                    | 31 december 1969  |
| 15  | You Can Lead a Horse to Water | 7 januari 1970    |
| 16  | Nightmare                     | 21 januari 1970   |
| 17  | The Shiloh Years              | 28 januari 1970   |
| 18  | Train of Darkness             | 4 februari 1970   |
| 19  | A Time of Terror              | 11 februari 1970  |
| 20  | No War for the Warrior        | 18 februari 1970  |
| 21  | A King's Ransom               | 25 februari 1970  |
| 22  | The Sins of the Fathers       | 4 maart 1970      |
| 23  | Rich Man, Poor Man            | 11 maart 1970     |
| 24  | The Gift                      | 18 maart 1970     |

## Seizoen 9
| Nr. | Titel aflevering                  | Uitzenddatum VS   |
| --- | --------------------------------- | ----------------- |
| 1   | The West vs. Colonel MacKenzie    | 16 september 1970 |
| 2   | The Best Man                      | 23 september 1970 |
| 3   | Jenny                             | 30 september 1970 |
| 4   | With Love, Bullets and Valentines | 7 oktober 1970    |
| 5   | The Mysterious Mr. Tate           | 14 oktober 1970   |
| 6   | Gun Quest                         | 21 oktober 1970   |
| 7   | Crooked Corner                    | 28 oktober 1970   |
| 8   | Lady at the Bar                   | 4 november 1970   |
| 9   | The Price of the Hanging          | 11 november 1970  |
| 10  | Experiment at New Life            | 18 november 1970  |
| 11  | Follow the Leader                 | 2 december 1970   |
| 12  | Last of the Comancheros           | 9 december 1970   |
| 13  | Hannah                            | 30 december 1970  |
| 14  | Nan Allen                         | 6 januari 1971    |
| 15  | The Politician                    | 13 januari 1971   |
| 16  | The Animal                        | 20 januari 1971   |
| 17  | The Legacy of Spencer Flats       | 27 januari 1971   |
| 18  | The Angus Killer                  | 10 februari 1971  |
| 19  | Flight from Memory                | 17 februari 1971  |
| 20  | Tate, Ramrod                      | 24 februari 1971  |
| 21  | The Regimental Line               | 3 maart 1971      |
| 22  | The Town Killer                   | 10 maart 1971     |
| 23  | Wolf Track                        | 17 maart 1971     |
| 24  | Jump-Up                           | 24 maart 1971     |